# رینگ پیستون

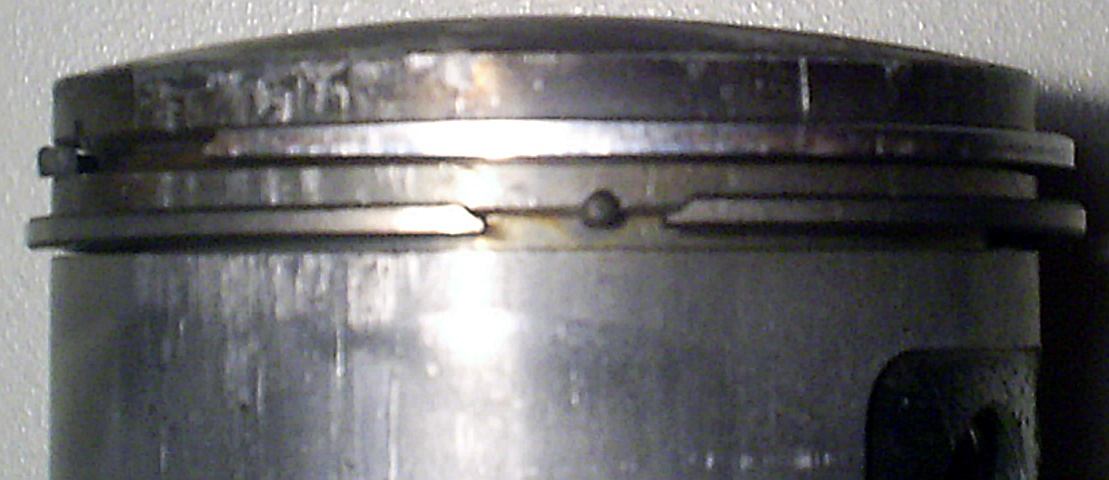

رینگ پیستون یک حلقه تقسیم فلزی است که به قطر بیرونی پیستون در موتور احتراق داخلی یا موتور بخار متصل می‌شود. 
وظایف اصلی رینگ‌های پیستون در موتورها عبارتند از:
1. محفظه احتراق را آب‌بندی می‌کند تا کمترین تلفات گازی به محفظه میل لنگ وجود داشته باشد.
2. بهبود انتقال حرارت از پیستون به دیواره سیلندر.
3. حفظ مقدار مناسب روغن بین پیستون و دیواره سیلندر
4. تنظیم مصرف روغن موتور با خراش دادن روغن از دیواره سیلندر

## طراحی

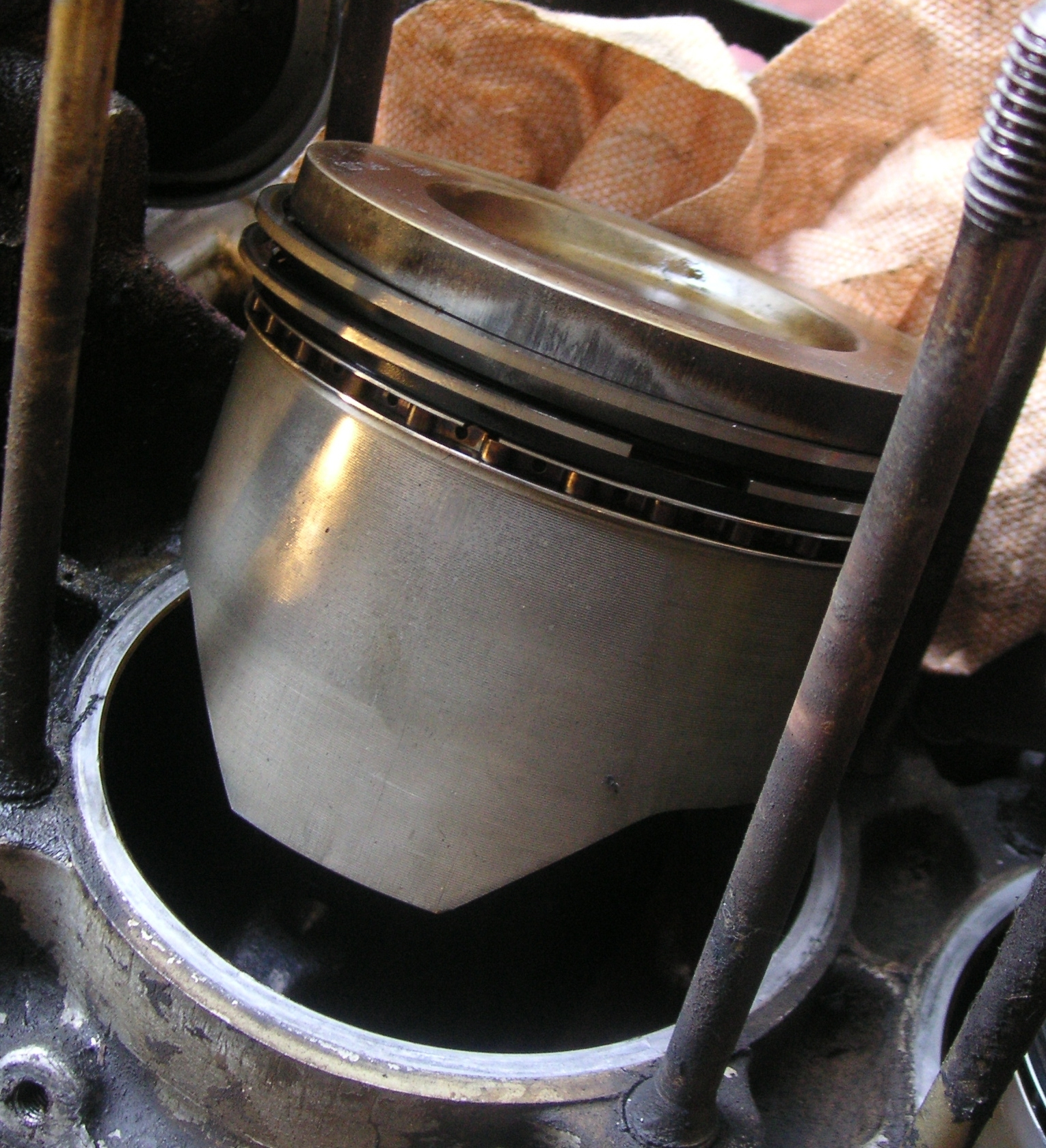
رینگ پیستون

رینگ‌های پیستون برای آب‌بندی شکاف بین پیستون و دیواره سیلندر طراحی شده‌اند. اگر این شکاف خیلی کم بود، انبساط حرارتی پیستون می‌تواند به معنای گیرکردن پیستون در سیلندر باشد و باعث آسیب جدی به موتور شود. از طرف دیگر، یک شکاف بزرگ باعث آب‌بندی ناکافی رینگ‌های پیستون در مقابل دیواره‌های سیلندر می‌شود و در نتیجه فشار بیش از حد (گازهای حاصل از احتراق وارد میل لنگ می‌شود) و فشار کمتری به سیلندر وارد می‌شود و توان خروجی موتور را کاهش می‌دهد.
حرکت لغزشی رینگ پیستون در داخل دیواره سیلندر باعث تلفات اصطکاک موتور می‌شود. اصطکاک ناشی از رینگ‌های پیستون تقریباً ۲۴٪ از کل تلفات اصطکاک مکانیکی برای موتور است؛ بنابراین طراحی رینگ‌های پیستون سازشی بین به حداقل رساندن اصطکاک در حین دستیابی به آب‌بندی خوب و طول عمر قابل قبول است.
روانکاری رینگ‌های پیستون دشوار است و نیروی محرکه ای برای بهبود کیفیت روغن موتور بوده‌است. روغن باید در دمای بالا و شرایط سخت با تماس لغزشی با سرعت بالا دوام بیاورد. روانکاری به ویژه دشوار است زیرا حلقه‌ها به جای چرخش مداوم (مانند یک ژورنال یاتاقان) حرکت نوسانی دارند. در محدوده حرکت پیستون، رینگ متوقف می‌شود و جهت را برعکس می‌کند. این امر اثر طبیعی گوه روغن یاتاقان هیدرودینامیکی را مختل می‌کند و کارایی روانکاری را کاهش می‌دهد.
رینگ‌ها نیز برای افزایش نیروی تماس و حفظ مهر و موم نزدیک فنر می‌شوند. نیروی فنر یا توسط سفتی خود رینگ یا توسط یک فنر جداگانه در پشت حلقه آب‌بند تأمین می‌شود.
مهم است که رینگ‌ها آزادانه در شیارهای خود در داخل پیستون شناور باشند تا بتوانند با سیلندر در تماس باشند. حلقه‌های اتصال در پیستون، معمولاً به دلیل تجمع محصولات احتراق یا تجزیه روغن روان‌کننده، می‌تواند باعث از کار افتادن موتور شود و یکی از دلایل رایج خرابی موتورهای دیزلی است.